# He Is Your Brother
«He Is Your Brother» — песня, записанная в 1972 году шведской группой ABBA (ещё в статусе квартета). Она была выпущена как сингл только в Скандинавии и была включена в дебютный альбом Ring Ring группы, выпущенный 26 марта 1973 года в Швеции и некоторых европейских странах. В Швеции песня достигла первой позиции в хит-параде Tio i topp. Данный сингл также был выпущен в Новой Зеландии на незначительном лейбле Family, где приобрела каталожный номер FAY 1054. Предыдущий достался People Need Love.

## Список композиций
1. a. «He Is Your Brother» — 3:18
2. b. «Santa Rosa» — 3:01

## История
Песня была написана Бенни Андерссоном и Бьорном Ульвеусом. Все четыре участника группы разделили ведущий вокал (что нехарактерно для большинства других песен группы).
Песня стала одной из немногих композиций группы, выпущенных до «Waterloo», которые нравились самим членам ABBA; так, она была исполнена во время турне по Европе и Австралии в 1977 году.
Из-за ограниченного тиража выпуска, а также потому, что ABBA ещё не были достаточно популярны за пределами Швеции, песня попала только в скандинавские хит-парады.

### Кавер-версии и прочее
- ABBA исполняют песню в фильме «ABBA: The Movie» (1977).
- Песня была записана трибьют-группой Arrival для альбома 1999 годаFirst Flight.

### Santa Rosa
Вторая сторона сингла, «Santa Rosa», первоначально называлась «Grandpa’s Banjo» и была записана ещё в 1972 году для выпуска как сингл в Японии. Но этим планам не суждено было сбыться.